# The Corrs Glasgow 2001
The Corrs, Glasgow 2001 es un álbum en directo de The Corrs. Es un disco promocional que no se encuentra en la discografía oficial de la banda, y del que no existen muchas copias. Consta de 14 temas interpretados en directo desde la ciudad de Glasgow en 2001, y 5 bonus track. Fue distribuido por Ultimate Record.

## Canciones
1. Only when I sleep
2. Give me a reason
3. Irresistible
4. Forgiven not forgotten
5. Dreams
6. Somebody for someone
7. I never loved you anyway
8. Runaway
9. All the love on the world
10. Radio
11. No more cry
12. At your side
13. So young
14. Breathless

- Bonus Track 15. Would you be happier (Remix)
- Bonus Track 16. Give me a reason (Remix)
- Bonus Track 17. Rebel heart (Instrumental, Remix)
- Bonus Track 18. Paddy mccarthy (Live)
- Bonus Track 19. Lifting me (Pepsi Promocional)

- Datos: Q6144288